# Giuseppe Maria Sensi
Giuseppe Maria Sensi (1907 - 2001) là một Hồng y người Italia của Giáo hội Công giáo Rôma. Ông từng đảm trách vai trò Hồng y Đẳng Linh mục Nhà thờ Hiệu tòa «Regina Apostolorum», Sứ thần Tòa Thánh tại Bồ Đào Nha trong suốt 9 năm, từ năm 1967 đến năm 1976.
Trước khi đảm nhận vai trò Sứ thần Tòa Thánh tại Bồ Đào Nha, ông còn đảm nhận nhiều chức danh khác như: Sứ thần Tòa Thánh tại Costa Rica (1955 - 1957), Khâm sứ Tòa Thánh tại Jerusalem and Palestine (1957 - 1962), Sứ thần Tòa Thánh tại Ireland (1962 - 1967), Hồng y Đẳng Phó tế Nhà thờ Ss. Biagio e Carlo ai Catinari. Hồng y Stella được vinh thăng Hồng y ngày 24 tháng 5 năm 1976, bởi Giáo hoàng Phaolô VI.

## Tiểu sử
Hồng y Giuseppe Maria Sensi sinh ngày 27 tháng 5 năm 1907, tại Cosenza, Tổng giáo phận Cosenza, Italia. Sau quá trình tu học dài hạn tại các cơ sở chủng viện theo quy định của Giáo luật, ngày 21 tháng 2 năm 1929, Phó tế Sensi, 22 tuổi, tiến đến việc được truyền chức linh mục.
Sau 26 năm thi hành các công việc mục vụ trên cương vị và thẩm quyền của một linh mục, ngày 21 tháng 5 năm 1955, Tòa Thánh ra thông báo loan tin Giáo hoàng đã quyết định tuyển chọn linh mục Giuseppe Maria Sensi, 48 tuổi, gia nhập Giám mục đoàn Công giáo Hoàn vũ, với vị trí được bổ nhiệm là Tổng giám mục Hiệu tòa Sardes, kiêm nhiệm chức danh Sứ thần Tòa Thánh tại Costa Rica. Lễ tấn phong cho vị giám mục tân cử được tổ chức sau đó vào ngày 24 tháng 7 cùng năm, với phần nghi thức truyền chức chính yếu được cử hành cách trọng thể bởi 3 giáo sĩ cấp cao, gồm vụ chủ phong là Hồng y Valerio Valeri, Tổng trưởng Thánh bộ các vấn đề Tôn giáo; hai vị giáo sĩ khác, trong vai trò phụ phong, gồm có Tổng giám mục Carlo Confalonieri, Tổng Thư ký Thánh bộ Chủng sinh và Đại học Công giáo và Tổng giám mục Egidio Vagnozzi, Sứ thần Tòa Thánh tại Philippines.
Chỉ sau chưa đầy 2 năm thực hiện các công việc mục vụ trên vai trò của Sứ thần Tòa Thánh tại Costa Rica, Tòa Thánh quyết định thuyên chuyển Tổng giám mục Sensi làm  Khâm sứ Tòa Thánh tại Jerusalem and Palestine. Tin bổ nhiệm Tổng giám mục Sensi vào vị trí mới được Tòa Thánh công bố cách rộng rãi vào ngày 12 tháng 1 năm 1957. Sau 5 năm, nhiệm vụ của ông tại Jerusalem and Palestine kết thúc bằng quyết định từ Tòa Thánh bổ nhiệm ông làm Sứ thần Tòa Thánh tại Ireland, bắt đầu từ ngày 10 tháng 5 năm 1962.
Sau 5 năm đảm nhiệm vai trò của Sứ thần Tòa Thánh tại Ireland, Tòa Thánh quyết định thuyên chuyển Tổng giám mục Giuseppe Maria Sensi đến đảm nhận va9i trò tại quốc gia mới, cụ thể là Bồ Đào Nha, với chức danh chính thức vẫn là Sứ thần Tòa Thánh. Thông báo bổ nhiệm chính thức được phía Tòa Thánh đưa ra vào ngày 8 tháng 7 năm 1967.
Ngày 13 tháng 5 năm 1976, ông từ nhiệm khỏi vị trí Sứ thần Tòa Thánh và chính thức hồi hưu. Bằng việc tổ chức công nghị Hồng y năm 1976 được cử hành chính thức vào ngày 24 tháng 5, Giáo hoàng Phaolô VI đưa ra quyết định vinh thăng Tổng giám mục Giuseppe Maria Sensi tước vị danh dự của Giáo hội Công giáo, Hồng y. Tân Hồng y thuộc Đẳng Hồng y Phó tế và Nhà thờ Hiệu tòa được chỉ định là Nhà thờ Ss. Biagio e Carlo ai Catinari.
Mười năm sau khi được thăng Hồng y, Tòa Thánh thăng ông thành Hồng y Đẳng linh mục và chỉ định nhà thờ hiệu tòa mới cho ông là «Regina Apostolorum». Thông báo này được công bố vào ngày 22 tháng 6 năm 1987.
Ông qua đời ngày 26 tháng 7 năm 2001, thọ 94 tuổi.